# British Comedy Awards 2005

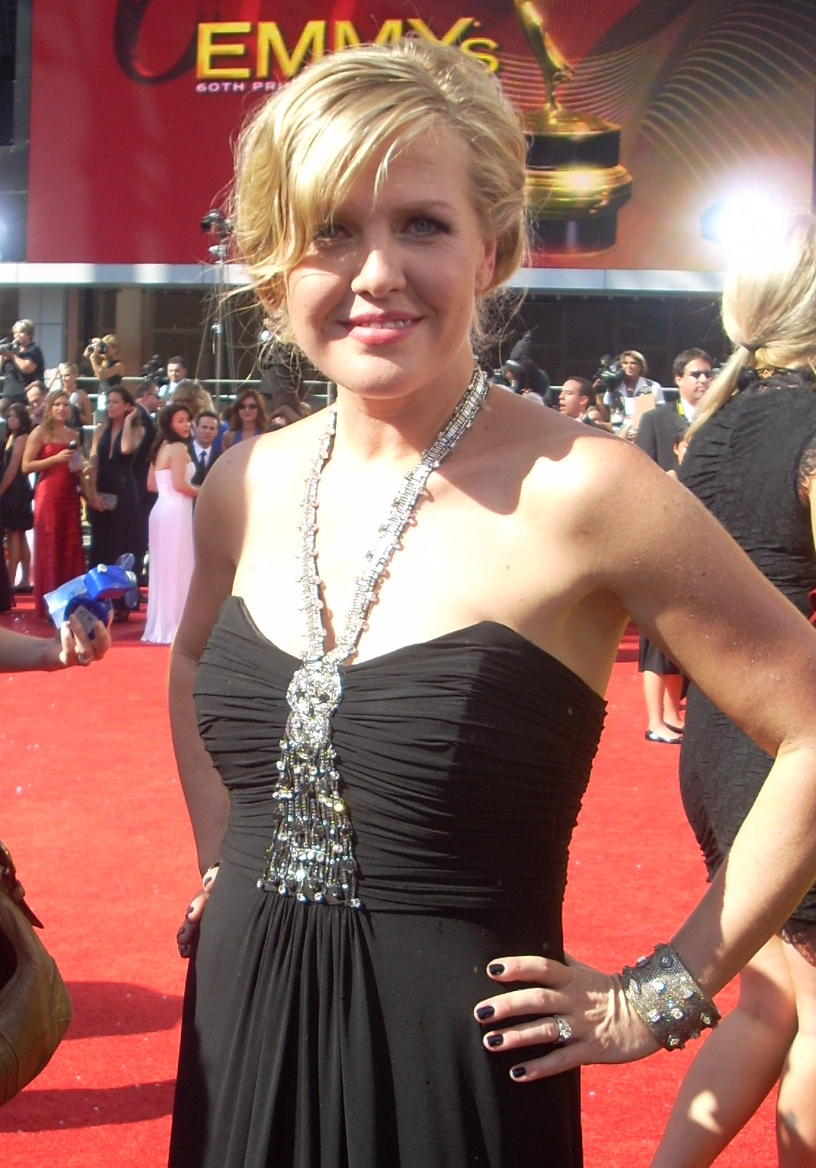
Ashley Jensen, najlepsza aktorka komediowa oraz najlepszy debiut

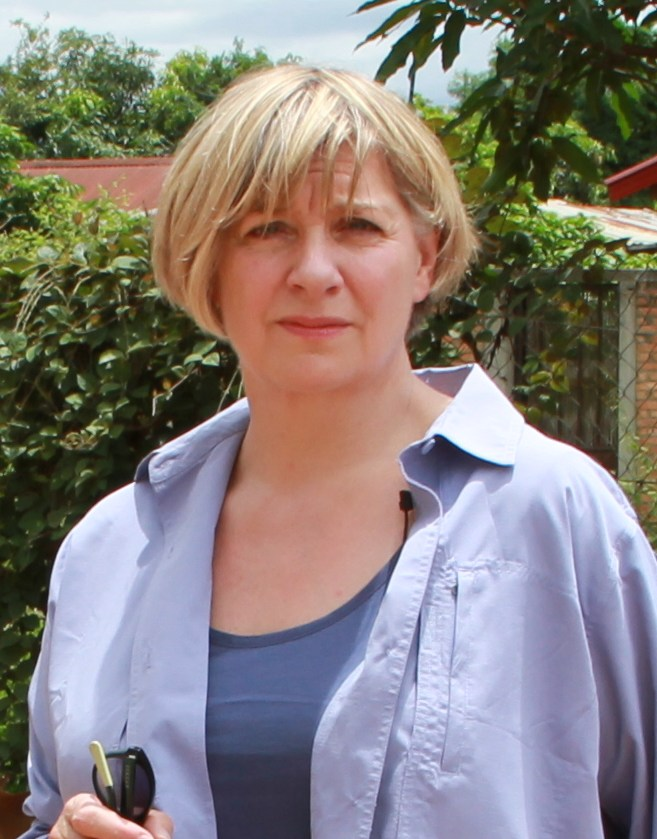
Victoria Wood, nagroda za całokształt twórczości

British Comedy Awards 2005 – szesnasta edycja nagród British Comedy Awards, zorganizowana w 2005 roku. Ceremonia rozdania odbyła się tradycyjnie w grudniu, a poprowadził ją Jonathan Ross. 

## Lista laureatów
- Najlepszy telewizyjny aktor komediowy: Chris Langham
- Najlepsza telewizyjna aktorka komediowa: Ashley Jensen
- Najlepsza osobowość w komedii i rozrywce: Paul O'Grady
- Najlepszy program komediowo-rozrywkowy: The X Factor
- Najlepszy debiut komediowy: Ashley Jensen
- Najlepsza nowa komedia telewizyjna: The Thick of It
- Najlepsza komedia telewizyjna: Mała Brytania
- Najlepszy komediodramat telewizyjny: Shameless
- Najlepszy zagraniczny serial komediowy: Simpsonowie
- Najlepsza komedia filmowa: Festival
- Nagroda publiczności: Ant & Dec's Saturday Night Takeaway
- Nagroda Brytyjskiej Gildii Scenarzystów dla najlepszego scenarzysty komediowego: Matt Lucas i David Walliams
- Nagrody za całokształt twórczości:
  - Julie Walters
  - Victoria Wood